# 小行星7260
小行星7260（英語：7260 Metelli）是一颗围绕太阳公转的小行星。1994年3月18日，Stroncone在斯特龙科内发现了此天体。
这颗小行星的绝对星等为73.82366602637771等。